# Trawdenia
Trawdenia è un genere estinto di pesci ossei appartenente alla classe degli attinotterigi, vissuta nel Carbonifero superiore (Pennsylvaniano) e nota da resti fossili provenienti dal Regno Unito. 

## Descrizione
L'esemplare tipo della specie tipo Trawdenia planti, eccezionalmente ben conservato, ha permesso di ricostruire in dettaglio la morfologia tridimensionale del cranio, della cintura pettorale e della pinna pettorale. I dati ottenuti tramite tomografia hanno rivelato tratti anatomici non osservabili con le tecniche tradizionali.
Tra le caratteristiche craniche spiccano un osso preopercolare proiettato anteriormente e di forma specializzata, la posizione dell’apertura del dotto spiracolare, la presenza di un processo coronoideo sulla mandibola e la struttura tridimensionale del muso, ben definita.
A livello della cintura pettorale e della pinna pettorale, Trawdenia planti rappresenta un caso unico tra gli attinotterigi paleozoici, in quanto ha permesso per la prima volta la ricostruzione completa dell’endoscheletro articolato di una pinna. In particolare, la pinna presenta un inedito doppio propterigio, mai osservato prima in attinotterigi del Paleozoico. L’orientamento della pinna è derivato, con il margine anteriore posizionato dorsalmente. Dal punto di vista funzionale, le modifiche nella cintura pettorale e nella pinna suggeriscono un avanzato controllo locomotorio.

## Classificazione
La specie Trawdenia planti fu originariamente descritta come Rhadinichthys planti da Ramsay Traquair nel 1888, ma analisi più recenti hanno permesso l'assegnazione a un nuovo genere, Trawdenia, sulla base di dati morfologici ottenuti tramite tomografia computerizzata ad alta risoluzione.
I fossili di Trawdenia planti provengono dalla formazione di Snowy Plains, nell’area di Trawden, Lancashire, e sono datati al Pennsylvaniano inferiore. Due ulteriori specie precedentemente attribuite al genere Mesopoma e provenienti dal Mississippiano della Scozia potrebbero anch’esse essere riassegnate al genere Trawdenia ("Mesopoma" carricki e "Mesopoma" pancheni).